# Visbyark
Visbyark var ett arkitektbolag som startade som Visby arkitektgrupp i Visby på Gotland på 80-talet och expanderade senare till Stockholm. Företaget begärdes 2024 i konkurs. 
Bland företagets byggnadsprojekt kan nämnas Jälla idrottshall, Ica Maxi Arena, Visby, Förskolan Anna, Resecentrum i Visby, Fenomenalen, Örskolan, Sjöängens förskola, kv Signalottan i Visby, SÄBO i Klintehamn, Coop Gråbo, H10 i Visby och Signalbiblioteket i Sundbyberg.